# مسترجسة جنوبية
مسترجسة جنوبية[بحاجة لمصدر] (الاسم العلمي: Sordaria australis) هي نوع من الفطريات تتبع جنس المسترجسة من الفصيلة المسترجسية.